# ادواردو اسکروستا
ادواردو اسکروستا (انگلیسی: Edoardo Scrosta؛ زادهٔ ۱۱ ژوئیهٔ ۱۹۹۲) بازیکن فوتبال است.